# Chiesa di Santa Maria degli Angeli (Lonate Pozzolo)
La chiesa di Santa Maria degli Angeli è un edificio religioso del comune di Lonate Pozzolo in Lombardia.

## Storia
Svolta in un documento risalente al 1333, che ne attribuisce la proprietà ad una cappellania laicale dedicata a san Giovanni Evangelista, ma serviva anche le suore del vicino monastero femminile di Santa Maria. 
Nel 1567 Carlo Borromeo spostò il consorzio laicale nella Scuola della Carità e unì i beni della cappellania a quelli del convento di Santa Maria, che era stato anche potenziato aggregandovi anche i beni di altri conventi minori della zona, dedicati a San Gerolamo e San Pietro, che erano stati sciolti.
La chiesa in quest'epoca era divisa in due parti, la "chiesa interna" dietro all'altare e quella "esterna" accessibile alla popolazione. Le monache potevano solo vedere il sacerdote e sentirne la voce, ma non potevano né vedere i fedeli presenti nella chiesa esterna né essere viste dagli stessi e ricevevano la comunione attraverso una piccola apertura visibile a sinistra dell'altare.
Nel 1625 la chiesa venne ricostruita completamente, insieme forse al monastero e due anni più tardi fu consacrata da Carlo Borromeo
Nel 1783 il monastero venne soppressi dal governo austriaco e le chiesa divenne una sussidiaria della parrocchiale.
Nel 1913 furono rinnovate le campane del campane Le campante, requisite durante la seconda guerra mondiale furono successivamente rimpiazzate
Nel 1964 furono effettuati lavori di restauro, rinforzate le parti in pietra, rinnovato le intonacature, rifatto il pavimento del presbitero e della sacrestia e installato un nuovo portone.

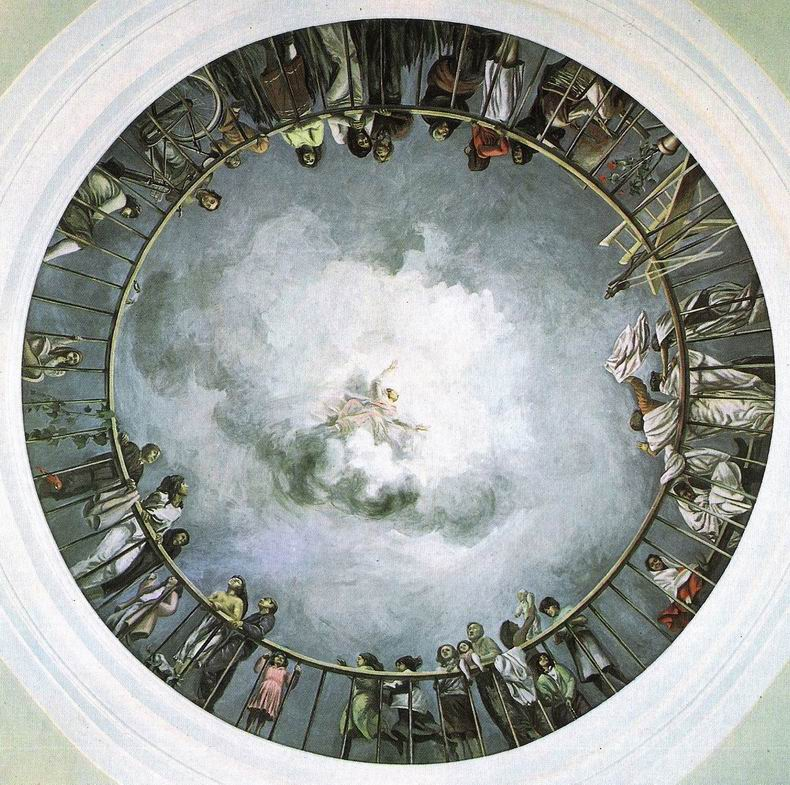
Il dipinto della cupola realizzato nel 1982

Nel 1981-1982, oltre a lavori minori di manutenzione, furono restaurati i quadri della Madonna e di San Pietro, recuperato i colori dell'altare a quelli originali. Inoltre sulla cupola fu dipinta l'ascesa della Madonna in cielo, ispirandosi al dipinto di Francisco Goya nella cupola di San Antonio de la Florida a Madrid.

## Descrizione
La chiesa ha una pianta quasi a croce greca, su un asse est-ovest, con i bracci laterali corti e una pianta centrale quasi ottagonale. Su uno dei bracci laterali una lapide riporta lo stemma di Carlo Borrome a ricordo della consacrazione, l'altro è dedicato alla famiglia Sacchi, che probabilmente fu una delle principali finanziatrici della ricostruzione. La copertura della chiesa è una calotta sferica, i bracci laterali sono a botte cilindrica.
Dopo la soppressione del convento nel 1783 la chiesa interna fu adibita ad altri usi, rimangono comunque la grata a sinistra dell'altare attraverso cui le monache ricevevano la comunione, un vano, ora contenente una statua di Cristo, in cui in precedenza c'era una grata attraverso cui le monache potevano seguire l'esposizione del Santissimo Sacramento, una finestra a destra dell'altare attraverso cui le monache malate potevano seguire la messa, una lunetta sopra all'altare su cui probabilmente c'era una grata e che ora ospita un dipinto.
L'altare risale al XVII secolo, mentre il pulpito in legno dorato è del XVI secolo. Il pavimento è stato rifatto nel XIX secolo con pietre colorate, che probabilmente riprendevano il pavimento precedente. Sopra l'altare si trova un dipinto che ritrae la Madonna degli Angeli, della prima metà del secolo XVI, attribuito alla scuola del Procaccini; nel transetto ovest la Crocifissione di San Pietro, firmato da Johann Christoph Storer, pittore bavarese. La volta a vela è stata affrescata in stile moderno nel 1982..
I muri laterali della chiesa in semplici in mattoni contrastano con l'elaborata facciata, ricca di nicchie, colonne, lesene, un timpano, sovrastato centralmente dalla statua della Madonna.